# 安老縣 (平定省)
安老县（越南语：／）是越南平定省下辖的一个县。

## 地理
安老县北接广义省波澌县，南接怀恩县和永盛县，东接怀仁市社，西接嘉莱省克邦县。

## 历史
2007年4月11日，安兴社、安中社和安新社析置安老市镇。

## 行政区划
安老县下辖1市镇9社，县莅安老市镇。
- 安老市镇（Thị trấn An Lão）
- 安勇社（Xã An Dũng）
- 安和社（Xã An Hòa）
- 安兴社（Xã An Hưng）
- 安义社（Xã An Nghĩa）
- 安光社（Xã An Quang）
- 安新社（Xã An Tân）
- 安全社（Xã An Toàn）
- 安中社（Xã An Trung）
- 安荣社（Xã An Vinh）